# Mikroregion Nechanicko
Mikroregion Nechanicko je svazek obcí (dle § 49 zákona č.128/2000 Sb. o obcích) v okresu Hradec Králové, jeho sídlem je Mokrovousy a jeho cílem je koordinování celkového rozvoje území mikroregionu na základě společné strategie. Sdružuje celkem 20 obcí a byl založen v roce 2001.

## Obce sdružené v mikroregionu
- Boharyně
- Dohalice
- Dolní Přím
- Hněvčeves
- Hrádek
- Kunčice
- Lodín
- Mokrovousy
- Mžany
- Nechanice
- Pšánky
- Puchlovice
- Radíkovice
- Radostov
- Sadová
- Sovětice
- Stěžery
- Stračov
- Těchlovice
- Třesovice